# Neela Rasgotra
Neela Rasgotra è un personaggio della serie televisiva E.R. - Medici in prima linea, interpretato da Parminder Nagra.

## Caratteristiche del personaggio
Neela Rasgotra appare per la prima volta nella serie nel 2003, all'inizio della decima stagione, nel ruolo di una talentuosa ma insicura studentessa di medicina proveniente da Southall, Londra. 
Appena arrivata al County General Hospital non riceve attenzioni da quasi nessuno ad eccezione del dottor Michael Gallant, che le fa da Cicerone nell'ospedale, e dal dottor Greg Pratt, che invece tenta un approccio sentimentale nei suoi confronti scatenando le ire della dottoressa Jing-Mei Chen.
Neela è molto intelligente e dotata di grande sensibilità, ma ha inizialmente alcuni problemi nella comunicazione con i pazienti, cosa che si dimostrerà alquanto dannosa, per esempio nel caso in cui informa la donna sbagliata della morte del nipote. 
Di carattere piuttosto riservato, affronta i primi momenti di crisi al County General Hospital nell'episodio in cui, durante il giorno del ringraziamento, avviene un incidente con un elicottero che causa, tra l'altro, la morte del dottor Robert Romano. 
In quell'occasione Neela dimostrerà di avere sangue freddo e professionalità, ottenendo la stima ed il rispetto di tutti suoi colleghi.
Verrà rivelato nel corso degli episodi che la dottoressa Rasgotra soffre di una profonda forma di claustrofobia, che sarà costretta a superare all'interno di una camera iperbarica, quando si tratterà di salvare la vita di un bambino. Alla fine della decima stagione , Neela e Abby Lockhart si laureeranno, tuttavia in seguito ad una crisi d'identità, Neela rifiuterà di continuare a lavorare all'ospedale e di fare in generale il medico, optando per un più modesto lavoro da cassiera. Dopo pochi episodi, ripresa in mano la propria vita, Neela chiederà di tornare a lavorare presso il County General Hospital, accettando di prendere il posto lasciato vacante da un collega affetto da crisi ossessive-compulsive. Neela è anche uno dei pochi personaggi di cui viene rivelato il compleanno, che è il 17 aprile 1977.
Neela si legherà sentimentalmente al dottor Gallant, pochi episodi prima che questi parta per l'Iraq. Durante una licenza di Gallant, Neela, in preda all'impulsività, accetterà persino la sua proposta di matrimonio. Tuttavia Gallant muore in un attacco in Iraq lasciando sola Neela. La donna nel frattempo deve vedersela anche con i sentimenti che ha sempre provato per il suo ex-coinquilino Ray Barnett, Neela si trasferisce a vivere con la collega Abby, ma finisce per rimanere coinvolta in un triangolo sentimentale con Ray Barnett e Tony Gates, oltre a diventare l'oggetto delle attenzioni del dottor Lucien Dubenko. La situazione sentimentale di Neela si stabilizzerà soltanto nella quindicesima stagione quando, in seguito alla morte di Greg Pratt, reincontrerà Ray Barnett e si fidanzerà con lui.
Il personaggio di Neela esce di scena nel ventesimo episodio dell'ultima stagione, quando decide di trasferirsi al Le Chatelier Medical Center di Baton Rouge, in Louisiana, per poter stare vicina a Ray, spinta anche dall'ex collega Abby Lockhart. Ricompare nel finale della serie in una videochiamata, parlando a tutti della sua nuova vita a Baton Rouge.